# Dietrich Flade
Dietrich Flade (Treviri, 1534 – Treviri, 18 settembre 1589) è stato un avvocato e giudice tedesco.
È stata la vittima più illustre della caccia alle streghe in Germania nel XVI secolo.

## Biografia

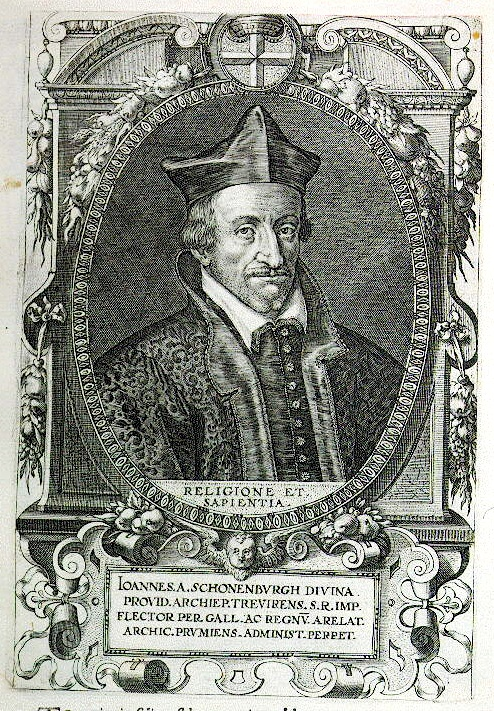
Johann von Schönenberg

Dietrich Flade studiò a Lovanio e a Orléans quindi esercitò la professione di dottore in giurisprudenza a Spira presso la corte imperiale locale. Nel 1557 fu nominato vice-sindaco di Treviri. Sposò Barbara Reichwein che proveniva da una influente famiglia patrizia di Augusta.
Ricoprì la carica di giudice superiore e in questo ruolo Flade condusse numerosi processi alle streghe decretandone per moltissime di loro la condanna a morte.

## La condanna
Esercitando la funzione di giudice cominciò a dubitare che le confessioni delle donne accusate di stregoneria fossero dovute più al loro tentativo di evitare la tortura della ruota che non alla loro effettiva colpa, ed iniziò ad avere un atteggiamento meno inquisitorio nei loro confronti.
Fu così che per aver sospeso la pena ad una donna, salvandola dal supplizio riservato alle streghe, venne arrestato su ordine del principe elettore Johann VII di Schönenberg il 4 luglio 1588. Alla fine del processo venne a sua volta condannato a morte perché ritenuto uno stregone in preda al Demonio e quindi sottoposto alla stessa pena alla quale aveva condannato a sua volta molte donne: il 18 settembre 1589 fu arso sul rogo dopo essere stato strangolato.

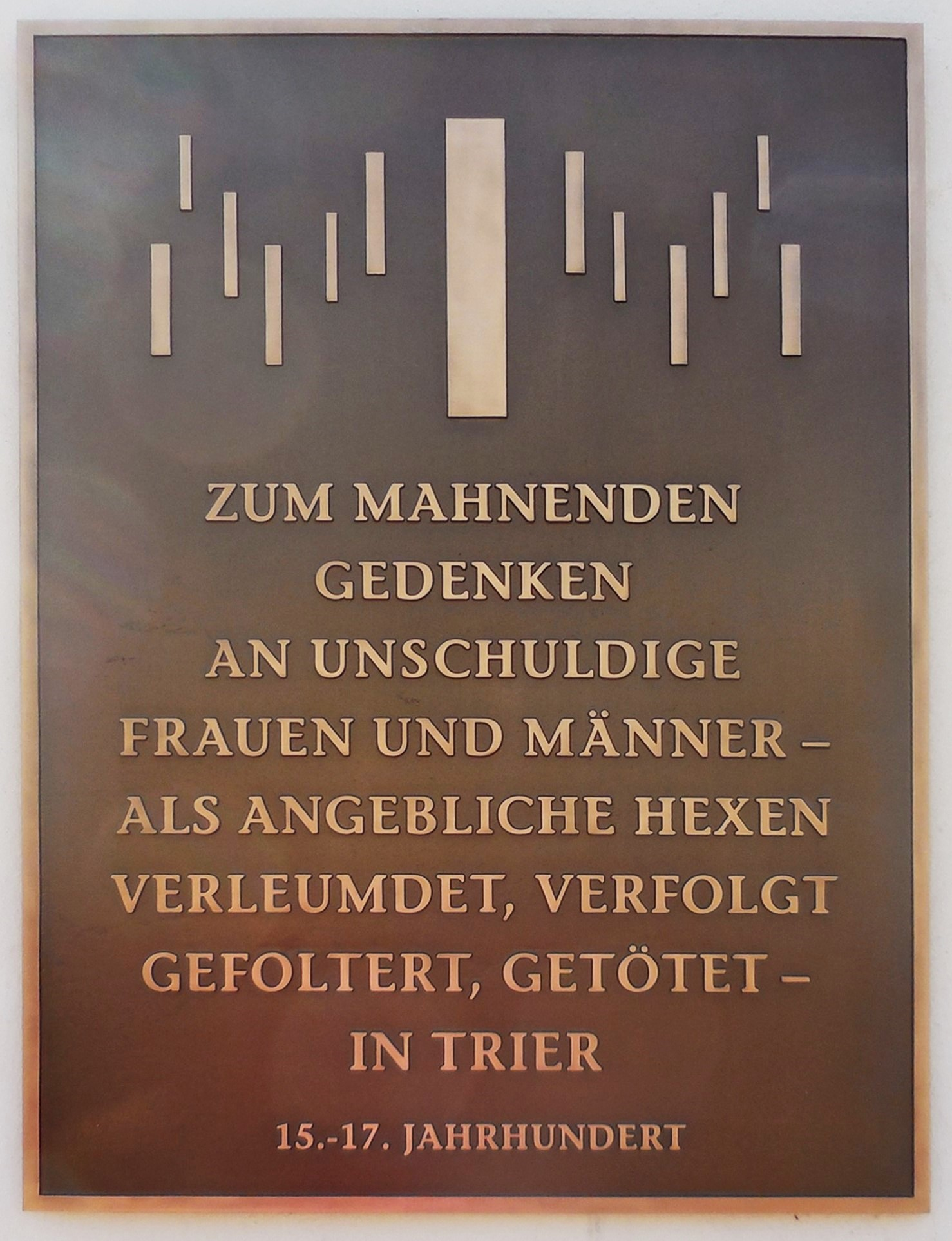
Targa per le vittime dei processi alle streghe davanti alla Porta Nigra sulla facciata del Museo Civico Simeonstift di Treviri

## Il ricordo della città di Treviri
La città di Treviri, in anni recenti, ha riconosciuto l'ingiustizia che ha causato tante vittime con i processi alle streghe. Nel 2015 è stata posta una lapide commemorativa a ricordo di queste persecuzioni e condanne avvenute tra il XV ed il XVII secolo.